# إسماعيل لا روزا
إسماعيل لا روزا (بالإسبانية: Ismael La Rosa)‏ هو ممثل بيروفي، ولد في 16 مارس 1977 بليما في بيرو.

## وصلات خارجية
- إسماعيل لا روزا على موقع IMDb (الإنجليزية)
- إسماعيل لا روزا على موقع قاعدة بيانات الفيلم (الإنجليزية)